# Universiteit van Perugia
De Universiteit van Perugia (Italiaans: Università degli Studi di Perugia) is een Italiaanse universiteit in Perugia, een stad in Umbrië. De universiteit is gesticht in 1308. Momenteel studeren er ongeveer 34.000 studenten.

## Geschiedenis
Nadat er in de dertiende eeuw al verschillende scholen waren, kwam het in 1308 met de bul Super specula van paus Clemens V tot de stichting van een echte universiteit. In 1358 erkende keizer Karel IV de universiteit. Vooral de faculteit der rechtsgeleerdheid had snel een grote naam, met als belangrijkste oud-student en professor Bartolus de Saxoferrato (1313-1357). Diens sterstudent, de jurist Baldus de Ubaldis (1327-1400), wordt afgebeeld op het zegel van alle moderne diploma's. Vele pausen studeerden aan deze universiteit.

## Faculteiten
Er zijn nu elf faculteiten:
- rechtsgeleerdheid
- politieke wetenschappen
- economie
- letteren en filosofie
- pedagogiek
- geneeskunde en chirurgie
- natuurwetenschappen
- farmacie
- landbouwkunde
- diergeneeskunde
- techniek

Behalve in de stad Perugia kan men veel onderwijs ook in Terni volgen. Verschillende cursussen worden ook in andere Umbrische steden als Assisi, Città di Castello, Foligno, Narni, Orvieto en Spoleto gegeven.
De Universiteit voor buitenlanders Perugia (Università per Stranieri di Perugia) is sinds 1980 een zelfstandige universiteit.

## Beroemde docenten
- Luca Pacioli, wiskundige en econoom, bedenker van het dubbel boekhouden
- Francesco della Rovere, theoloog, de latere paus Sixtus IV
- Gentile da Foligno, medicus
- Cino da Pistoia, jurist en dichter
- Alberico Gentili, jurist
- Pietro Cataldi, wiskundige
- Calogero Vinti, wiskundige; hij stichtte de faculteit ingenieurswetenschappen en was er de eerste decaan.

## Bekende oud-studenten
- Lothar van Metternich, keurvorst-aartsbisschop van Trier